# Vacant Heart
Vacant Heart è un singolo del rapper statunitense StaySolidRocky pubblicato il 21 giugno 2020.

## Video musicale
Il videoclip è stato pubblicato sul canale ufficiale del rapper.

## Tracce
1. Vacant Heart – 2:48